# Friedrich Alexander Buhse
Friedrich Alexander Buhse, parfois orthographié Buze, est un botaniste germano-balte originaire de Livonie, né à Riga le 30 novembre 1821 et mort le 29 décembre 1898.

## Éléments biographiques
Friedrich Alexander Buhse naît à Riga, dans le Gouvernement de Livonie, le 30 novembre 1821. Après avoir effectué ses études secondaires dans sa ville natale, il entame des études de botanique en 1840 à l'université de Dorpat, et les poursuit à Berlin en 1842, puis à Heidelberg, où il obtient son diplôme en 1843.
Entre 1847 et 1849, il accompagne Pierre Edmond Boissier, en expédition au Proche-Orient et Asie de l'Ouest, Azerbaidjan, Arménie, Iran ; ils effectuent de nombreuses récoltes, parmi lesquelles ils décriront quelque 250 nouvelles espèces.
En 1852, il devient membre correspondant  de la Société linnéenne de Lyon.
Son herbier est conservé au Natural History Museum à Londres.

## Éponymie
Alexander von Bunge lui a dédié le genre Buhsia (Capparaceae).

## Principales œuvres
- Ueber den Fruchtkörper der Flechten (Lichines), 1846.
- Bergreise von Gilan nach Asterabad, 1849.
- Nachrichten über drei pharmacologischwichtige Pflanzen und über die grosse Salzwüste in Persien, 1850.
- Aufzählung der auf einer Reise durch Transkaukasien und Persien gesammelten Pflanzen, (avec Pierre Edmond Boissier), 1860.
- Liste der Gefässpflanzen des Alburs und der Kapischen Südküste, 1899.
- Die flora des Alburs und der Kaspischen Südküste (avec C. Winkler (en)), 1899.